# زنبق کمانی
زنبق کمانی (نام علمی: Iris aucheri) یکی از گونه‌های سردهٔ زنبق است. ارتفاع گیاه ۳۵ سانتیمتر است. به سادگی توسط ساقه خوب رشد نموده و مستور از تعداد زیادی برگ پهن به رنگ سبز براق قابل تشخیص است. گل‌های آبی کمرنگ این گونه دارای آویزهای بالدار و بطول ۵ سانتیمتر است. طول درفش‌های گسترده نصف طول آویزها می‌باشد. این گونه در دامنه‌های سنگلاخی و بعضی مواقع در مزارع و از ارتفاع ۵۵۰ تا ۲۱۰۰ متری کردستان دیده می‌شود. فصل گلدهی اسفند تا فروردین است.